# تشارلز تشادويك
تشارلز تشادويك (1 مارس 1880 في نيوزيلندا - 30 أكتوبر 1942) (بالإنجليزية: Charles Chadwick)‏ هو لاعب كريكت نيوزلندي.

## وصلات خارجية
- تشارلز تشادويك على موقع إي آس بي آن كريك إنفو (الإنجليزية)